# Hemerotrecha californica
Espèce
Synonymes
- Cleobis californica Banks, 1899

Hemerotrecha californica est une espèce de solifuges de la famille des Eremobatidae.

## Distribution
Cette espèce est endémique des États-Unis. Elle se rencontre en Californie, au Nevada, en Arizona et au Nouveau-Mexique.

## Description
La femelle holotype mesure 9 mm.
Les mâles mesurent de 8,0 à 9,0 mm et les femelles de 8,0 à 14,0 mm.

## Publication originale
- Banks, 1899 : A new solpugid from California. Proceedings of the Entomological Society of Washington, vol. 4, p. 314-315 (texte intégral).